# ベーコン・マニア

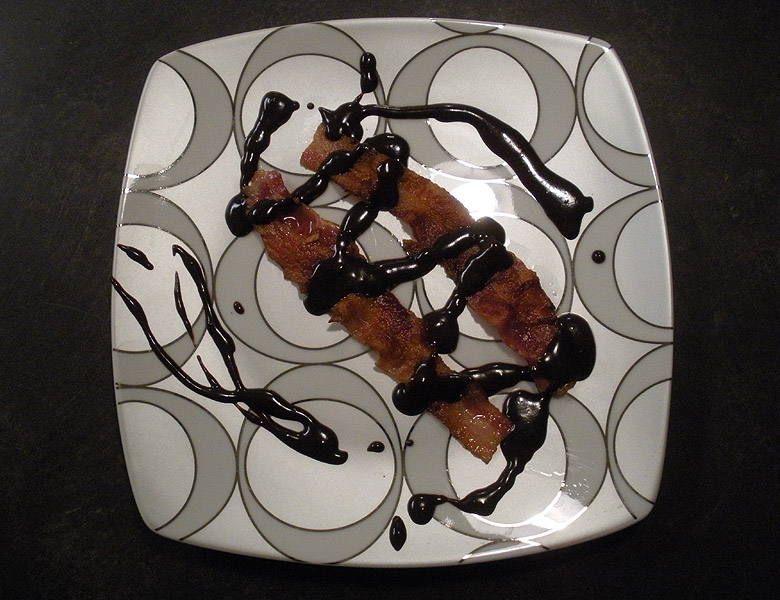
溶かしたチョコ・バーをかけたベーコン

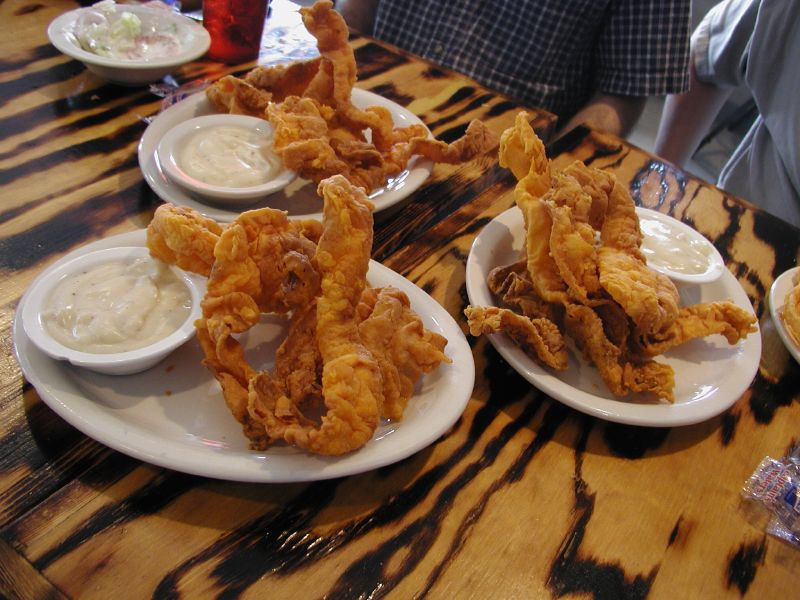
フライドベーコン

ベーコンマニア（Bacon Mania）とはアメリカおよびカナダにおける熱狂的なベーコン好きを指す言葉である。特に盛り上がりをみせているのはアメリカで、その熱狂ぶりは「ベーコン国家」の建設にもなぞらえられている。ベーコン料理のノベルティやベーコンに関係するアイテムもインターネットを通じて急速に人気を集めた。ベーコン好きの人々は自分たちをベーコン狂やベーコン・フリークと呼んでいる。
このうねりは1980年代から1990年代に源流が求められる。この時代は高タンパク食が、一部にはアトキンスダイエットのために、ダイエット食として注目を浴びていたのである。このときからベーコンを主役にしたイベントやこの食べ物をたたえる集会が出現し、ベーコンに関する出来事がメディアを賑わせるようになった。

## ベーコンという食べ物
「インディペンデント」のアルン・グプタはベーコンが6種類のうま味成分をどの程度含んでいるかを説明し、これが中毒的な神経化学反応をもたらすのだと指摘している。グプタによれば、「ベーコンにさしている油」が「代わりのきかない独特の味」をつくりだす「風味のよさ」を食べ物にもたらすのである。「食い過ぎの時代の終焉」を著したデイヴィッド・ケスラー博士も外食産業では古典となった次のようなジョークを書き留めている。「迷ったらチーズとベーコンを載せておけ」

## レシピとイノベーション

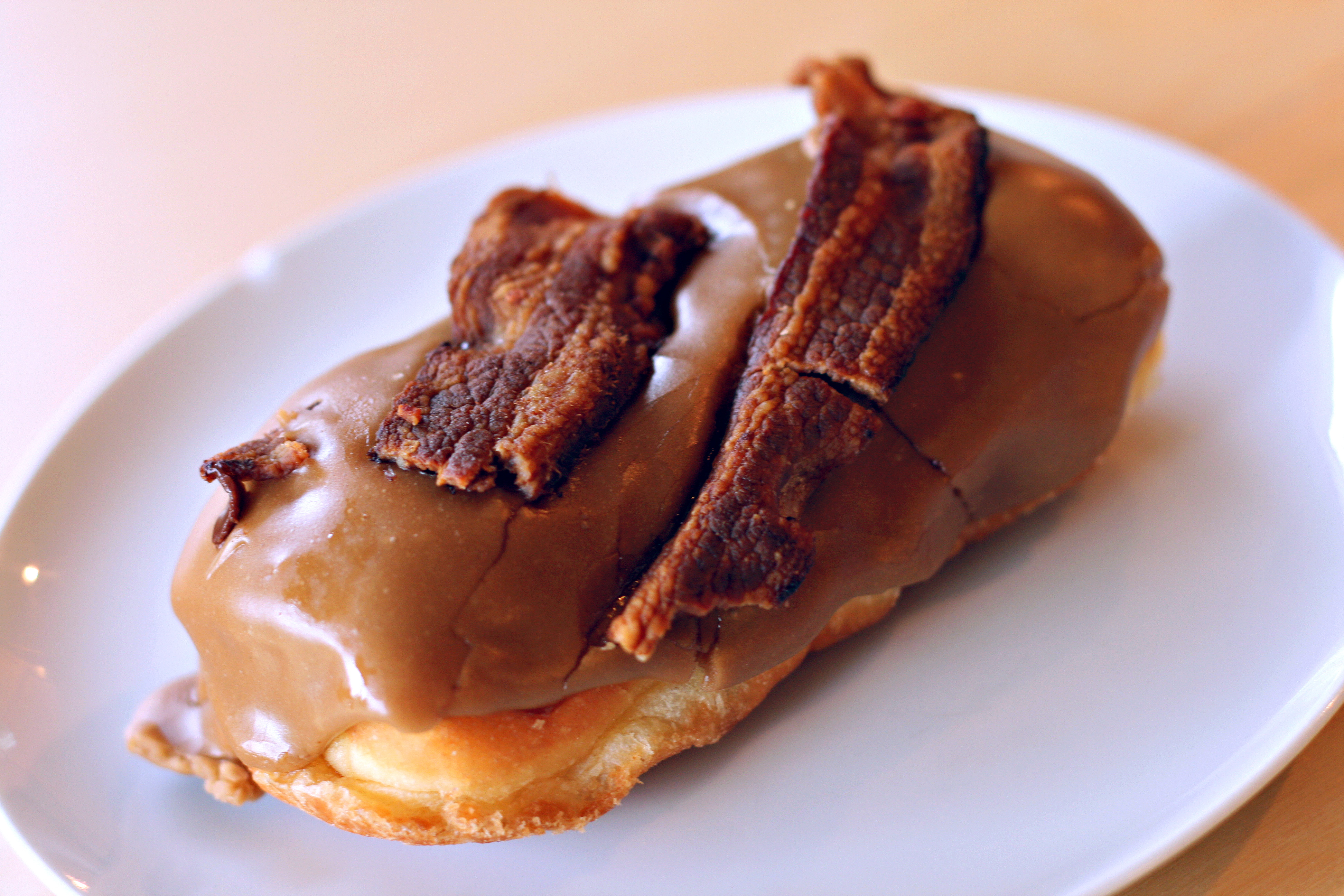
オレゴン州ポートランドのブードゥー・ドーナッツで提供されているベーコン・メープル・バー

新しい創作ベーコン料理が、BLTサンドやコブサラダ、クラムス・カジノ、クラブサンドイッチなどのより伝統的なレパートリーに加わったのである。ごく一般的には卵をはじめとする朝食に使われる材料がベーコンと結びつくが、ベーコン・バブルガムやベーコン・バンドエイド、ベーコン芳香剤、ベーコンが焼ける匂いがする〔タバコ用〕巻紙などの製品も誕生している。高まるベーコン人気は新商品の開発に拍車をかけ、ベーコン・ソルトやメープル・ベーコン・ドーナッツ、ベーコネーズが出現し、さらにはベーコン・エクスプロージョン、チキンフライド・ベーコン、ベーコン・アイスクリーム、チョコレート・ベーコンなどの変わり種も登場した。そしてこれらは皆インターネットを通じて知名度を獲得した。その他に焼けたベーコンの匂いで起こすベーコン目覚まし時計という製品も発表されている。2009年にはボルチモア・サン紙がベーコンが「ベーコンどころではなくなっている」と評する記事を掲載し、「こだわり、愛するベーコン国家よ。手軽にスリルを味わい、インターネット上で名声を得るチャンスだ」という書き出しで文章を始め、あらゆる形でベーコンをたたえる発明家と愛好家を「エクストリーム・スポーツのようだ」と表現した。

## 組織
こうしてベーコンに関心を寄せる人が増えたことで、ベーコン・オブ・ザ・マンス・クラブ（月例ベーコン同好会）が生まれ ベーコン料理のレシピ・コンテスト、ベーコンに関するブログ、さらに「ベーコン・キャンプ」さえ開催されている。シアトルで開かれるこの「ベーコン・キャンプ」では、ベーコンはもはや多種多様なベーコン料理やベーコン関連グッズの一部でしかない。ベーコン・ブラで写真を撮る人間すら出現し、 この食材はファッションを通じて自己主張する道具ともなった。
ポートランド・マンスリー誌によれば「ベーコンは朝食らしい朝食には欠かすことができない。ベジタリアンでさえ自分たち用のベーコンを食べる権利があると主張するほど」になり、ウェブサイト「ベーコン・トゥディ」ではベーコンに関する最新の出来事を日々更新し始めた。
サンフランシスコ・ウィークリーは「ベーコンキャンプ」が「イベント人気の高まり（最近の焼きチーズに関する招待イベントを参照）と足並みを揃えて」開催されたと報じており、「どれだけの高級ベーコンが悪玉として出回っているのか、人はどこまで一つの料理をテーマにその概念を拡大できるのかを実証した」と伝えている。イベントではベーコンのアートとしての側面にも触れたレクチャーのほか、パワーポイントでオバコン・プロジェクト（有名なオバマ大統領の「HOPE」のポスターをパロディしたレクリエーション）の発表や、審査及び表彰も行われた。スライドショーでは多岐にわたる革新的な料理や実在するベーコン・アクセサリーなどが紹介された。サンフランシスコ・ウィークリーは参加者にはベーコンのことだけを考え、ベーコンの匂いをものにし、一品ベーコン料理を持ち寄ることを勧めている。

## イベント
メリーランド州ボルチモア周辺にはベーコンを前面に出した様々な飲食店が並んでいる。ベーコンで幸せな時間を、という声が響くフェルズポイントのバーではメニューをベーコン料理中心に一新し、山のようにベーコンを用意している（二時間で30ポンドのベーコンが消えるという）。ハンプデンのカフェでは、ベーコン・ブレットを提供している。これはバーボン、レモン、メープルシロップのカクテルで、リンゴの木で燻製にしたベーコンをマドラーのかわりに添えているものである。
ブルックリンでは2009年3月29日に「ベーコン・テイクダウン」コンテストが開催され、30人の参加者が最高のベーコン料理を競い合った。優勝者がつくったのはバーボン・ベーコン・アイスクリームだった。ABCニュースは「"Bacon Mania"」と題してこのイベントに触れるとともに、アメリカでは2008年に20億ドルものベーコンの売り上げがあると報じている。さらに「ベーコン・ビジネスのブームが到来し、私たちが朝食の肉に傾ける愛はかつてないほど情熱的なものになったといえる」とコメントした。
2009年2月28日、アイオワ州デモイン では年に1度開かれるブルーリボン・ベーコン・フェスティバルの第2回が開催され、300人以上が集まってチケットが売り切れとなった。2008年3月1日の「豚の日」に初めて実行されたこのイベントは、デモインの保険セールスマンであるブルックス・レノルズが創設したもので、以前から夏になると週末にはベーコン巡礼の旅に出ていたが彼はその後揚げ物の祭典を世に広めることを決意したのである 。このイベントではベーコンの大食い大会も行われた。マサチューセッツ州ケンブリッジのアトウッド・タヴァーンでも定期的なベーコンの大食い大会が2007年に始まっている。

コロラド州ボルダーの人間たちにより2004年には国際ベーコンの日が創設された。

## 衰退の可能性
2009年に豚インフルエンザを巡る悲観的な情報が公開されると、豚肉製品を口にすることで伝染するものではなかったにせよ、養豚業界は売り上げと価格の面で打撃を受けることになった。「ベーコン―愛の物語」の著者ヘザー・ラウアはその衝撃を「ベーコンは何千年もの間私たちの身近にあった。健康上の不安を何度も乗り越えてきたのだ。つい最近の事件につけこんでこの最高の食肉を廃れさせようとする人間がその企みに成功することはないだろう」。
シアトルのストレンジャー紙は「ベーコンマニアの終焉―長きにわたって我々の冠状動脈を襲った悪夢はほとんど終わりかけている」と題した記事を掲載し、この流行が「終末期」を迎えるのは「ほぼ自然の成り行き」であると予想した。
同紙は「終焉」に関する記事を掲載した翌日、「ベーコン万歳！」という記事を載せ、ベーコンはソーシャルメディア・ネットワークを「魅了」しているというポインター研究所によるレポートを紹介した。この報告によれば流行は「今や伝染性の勢いを持ち、あらゆる交流サイトが投稿や更新、コメントで文字通りに脈打っている。多くの人が同好会や集まりをつくってまで、ただただベーコンへの愛に生きているのだ！」 。いまではインフルエンザの不安を和らげたり、アンチ・ポーク、アンチ・ベーコンの流れを食い止める努力の存在も伝えられている。